# Брежець-при-Дівачі
Брежець-при-Дівачі (словен. Brežec pri Divači) — поселення в общині Дівача, Регіон Обално-крашка, Словенія. Висота над рівнем моря: 418,7 м.